# بدر الشرواني
بدر الشيرواني (1387–1450) كان شاعرًا فارسيًا. أمضى معظم حياته المهنية في بلاط الشروانشاهيين، لكنه تلقى رعاية من حكام آخرين أيضًا.

## الحياة المبكرة
وُلِد بدر في شماخي في شيروان (أذربيجان الحالية) لوالد يُدعى حاجي شمس الدين، وهو شخصية ثرية على ما يبدو. أثر وفاة أمه في أبيه، فلم يهتم والده به كثيرًا بعد وفاتها. لا يُعرف الكثير عن تعليمه؛ فوفقًا لكتاباته الخاصة، يُنظر إلى بدر أنه نابغة بدأ كتابة الشعر في سن العاشرة أو الحادية عشرة. معظم المعلومات عن حياة بدر مستمدة من أعماله الخاصة.

## الأعمال
يتكون الجزء الأكبر من ديوان بدر من القصائد المدحية. معظم هذه القصائد مخصصة لسلالة شيروانشاه الحاكمة، وخاصة إبراهيم الأول (حكم. 1378–1418) وخليل الأول (حكم. 1418–1463). ولكن بدر لم يكرس نفسه للكتابة عن الشروانشاهيين ونخبة الشروان فقط. فقد تلقى رعاية من الحاكم البادوسباني كايومارث الأول (حكم. 1400–1453)، حاكم قره قويونلو جهان شاه (حكم. 1434–1467)، والحاكم التيموري شاه روخ (حكم. 1409–1447)، وبالتالي كتب قصائد لجميع الثلاثة أيضًا.
ورغم أن بدر ربما سافر من أجل تقديم هذه القصائد إلى كايومارث وجهان شاه وشاه روخ شخصيًا، إلا أنه استمر في العيش معظم حياته في شيروان. بالنسبة الى دولت شاه سمرقندي، التقى بدر بكاتبي نيسابوري عندما زار الأخير شيروان. قارن بدر نفسه في جميع أعماله، في أكثر من مناسبة، بخاقاني، الذي عمل في بلاط الشروانشاه قبل قرنين من الزمان، وكتب العديد من الأعمال المليئة بالنصوص المديحية مثله. ومع ذلك، فإن أعمال الخاقاني وبدر شيرواني تختلف إلى حد كبير. يتميز شعر الخاقاني بالتعقيد المكتسب والتلميح، في حين يحتوي شعر بدر في المقام الأول على أسلوب مباشر ومتدفق.
وإلى جانب قصائد المديح، فإن ديوانه يتألف من العديد من الأشكال الشعرية الأخرى التي كانت مهمة في ذلك الوقت، ولا سيما القطع العروضية الشهرية والغزل الغنائي. كتب بدر أبياتًا وقصائد باللغة العربية واللغة التركية الأذربيجانية ولهجات بحر قزوين الفارسية المختلفة. وفقًا لبول إي. لوسنسكي [الإنجليزية]، فإن هذا يعكس البيئة المتعددة اللغات التي عاش فيها بدر، وتمازج المسلمين عامةً دون تمييز عرقي. كما يعتبر عمل بدر توثيقًا للغة الفارسية واللهجة الفهلوية في شيروان.
وفي عام 1985، اُستعيدَت أعمال بدر وحُررت ونُشرت. وفقًا للوسنسكي، فقد أصبح هذا ممكنًا بفضل مخطوطة فريدة من نوعها يبدو أنها أُعِدَّت بعد وفاة بدر بفترة وجيزة.

## الوفاة
تُوفي بدر في عام 1450، ربما في موطنه شماخي. لا يزال مكان قبره غير معروف.